# كواويلا
كواويلا (بالإسبانية: Coahuila)‏ اسمها العرفي كواويلا دي ساراغوسا (بالإسبانية: Coahuila de Zaragoza)‏ واسمها رسميا ولاية كواويلا دي ساراغوسا الحرة وذات السيادة (بالإسبانية: Estado Libre y Soberano de Coahuila de Zaragoza)‏ هي إحدى ولايات المكسيك الإحدى والثلاثين. تقع الولاية في شمال شرق المكسيك على الحدود مع الولايات المتحدة.
تمتلك كواويلا حدودا مع ولايات نويفو ليون من الشرق وزاكاتيكاس وسان لويس بوتوسي إلى الجنوب، ودورانجو وشيواوا إلى الغرب. إلى الشمال، يبلغ طول حدود كواويلا 512 كيلومتر (318 ميل) من مجموع الحدود بين المكسيك والولايات المتحدة، وهي تتاخم ولاية تكساس الأمريكية على طول مجرى نهر ريو غراندي (ريو برافو ديل نورتي). وتبلغ مساحتها 151,563 كيلومتر مربع (58,519 ميل مربع)، لتكون بهذ ثالث أكبر ولاية في البلاد. وهي تتألف من 38 بلدية. وبلغ عدد سكان كواويلا 2,748,391 نسمة حسب تعداد عام 2010.
أكبر خمس مدن في كواويلا هيعلى التوالي: مدينة سالتيو عاصمة الولاية؛ توريون، مونكلوفا (عاصمة الولاية سابقا)، سيوداد أكونيا، بييدراس نيغراس.

## أعلام
- إميليو فرنانديز
- خوليو غالان
- هومبيرتو غارسيا رييس
- رولاند ريفيرو ريفيرو
- هوغو هيكتور مارتينيز غونزاليس
- ألونسو دي ليون